# Ibagué
Ibagué è un comune della Colombia, capoluogo del dipartimento di Tolima.

## Storia
È stata fondata dal conquistatore spagnolo Andrés López de Galarza il 14 ottobre del 1550 con il nome di Villa de San Bonifacio de Ibagué.